# Chan Kin Wa
Chan Kin Wa (* 5. September 2002) ist ein Leichtathlet aus Macau, der sich auf den Sprint spezialisiert hat. Aktuell ist er Inhaber der Landesrekorde über 100 und 200 Meter.

## Sportliche Laufbahn
Erste internationale Erfahrungen sammelte Chan Kin Wa im Jahr 2019, als er bei den Jugendasienmeisterschaften in Hongkong mit 11,20 s und 22,59 s jeweils in der Vorrunde über 100 und 200 Meter ausschied. 2023 schied er bei den Asienmeisterschaften in Bangkok mit 10,83 s und 21,85 s ebenfalls jeweils im Vorlauf aus und anschließend kam er bei den World University Games in Chengdu mit 10,68 s in der ersten Runde im 100-Meter-Lauf aus. Kurz darauf startete er dank einer Wildcard über 100 Meter bei den Weltmeisterschaften in Budapest und schied dort mit 10,79 s im Vorlauf aus. Ende September schied er bei den Asienspielen in Hangzhou mit 10,64 s und 21,54 s jeweils in der Vorrunde über 100 und 200 Meter aus und verpasste mit der 4-mal-100-Meter-Staffel mit 42,36 s den Finaleinzug. Im Jahr darauf schied er bei den Hallenasienmeisterschaften in Teheran mit 6,84 s im Semifinale über 60 Meter aus und 2025 kam er bei den Hallenweltmeisterschaften in Nanjing mit 6,94 s nicht über den Vorlauf hinaus. Ende Mai schied er bei den Asienmeisterschaften in Gumi mit 10,85 s in der ersten Runde über 100 Meter aus. 

## Persönliche Bestzeiten
- 100 Meter: 10,53 s (+2,0 m/s), 13. April 2024 in Hongkong (macauischer Rekord)
  - 60 Meter (Halle): 6,81 s, 18. Februar 2024 in Teheran (macauischer Rekord)
- 200 Meter: 21,45 s (+1,5 m/s), 29. April 2023 in Hongkong (macauischer Rekord)